# Sara-Ruth Schumann
Sara-Ruth Schumann (geboren am 11. März 1938 als Hedwig Abraham in Bremen; gestorben am 26. Oktober 2014 in Hamburg) war stellvertretende Vorsitzende des Landesverbandes der Jüdischen Gemeinden von Niedersachsen und Vorsitzende der Jüdischen Gemeinde zu Oldenburg. Sie erhielt für ihre Verdienste das Bundesverdienstkreuz und das Große Stadtsiegel der Stadt Oldenburg.

## Leben
Hedwig Abraham lebte mit ihrer Familie ursprünglich in Bremen, wo ihr Vater August, der Jude war, bei den Focke-Wulf-Werken als Schlosser arbeitete. Ihre Mutter Marie war keine Jüdin.
1935 teilte die Werkspolizei dem Vater mit, dass er als Jude in einem Rüstungsbetrieb nicht mehr tragbar sei. Die Werksleitung hielt ihn noch ein Jahr lang. Danach konnte er bei einem Schmiedemeister, Johann Benthien, bis zu den Novemberpogromen 1938 arbeiten.
1944 entging die Familie einer Verhaftung, indem sie Bremen verließ. Benthien organisierte einen Arbeitsplatz in einem Zweigbetrieb in Mulmshorn. Die Spuren in Bremen konnte die Familie verwischen – August Abraham wurde fälschlicherweise für den bei einem Luftangriff ums Leben gekommenen Nachbarn gehalten. Der Gutsbesitzer von Hammerstein im niedersächsischen Dorf Bockel stellte der jüdischen Familie eine Wohnung zur Verfügung.

„Die wahre Identität der Familie ließ sich in dem Dörfchen nicht verheimlichen. Ein falsches Wort an falscher Stelle, und es wäre für die Familie Abraham geschehen gewesen. Aber für die Bockeler war es abwegig, als Denunzianten das Leben einer Familie auf dem Gewissen zu haben. Familie Adams – so der eingetragene Name der Familie Abraham – gehörte zu ihnen und wurde beschützt.“

17 ihrer Familienangehörigen wurden in Minsk ermordet. 
Henning Scherf erinnert sich, dass er mit Hedwig Abraham zur Gemeindejugend der Bremer Stephani-Gemeinde gegangen und mit ihr zusammen konfirmiert worden sei.
Hedwig Abraham nahm als Jüdin den Doppelvornamen Sara-Ruth an. Sie machte zunächst eine kaufmännische Ausbildung, wurde dann aber Krankenschwester in Bremen und heiratete den Oldenburger Arzt Friedrich-Wilhelm Schumann. Sara-Ruth Schumann war Kulturamtsleiterin der Stadt Oldenburg und über zwanzig Jahre (bis Ende 2012) Gemeindevorsitzende der Jüdischen Gemeinde zu Oldenburg.
Sie ruht auf dem neuen jüdischen Friedhof in Oldenburg-Bümmerstede.

## Wirken
1992 gründete Schumann mit 15 weiteren Personen die Jüdische Gemeinde zu Oldenburg wieder. Schumann war stellvertretende Vorsitzende des Landesverbandes der Jüdischen Gemeinden von Niedersachsens und Mitglied des Direktoriums des Zentralrates der Juden in Deutschland. Sie gehörte dem Vorstand des Koordinierungsrates der Gesellschaft für Christlich-Jüdische Zusammenarbeit an und war maßgeblich daran beteiligt, dass in Oldenburg 1995 mit Bea Wyler die erste Rabbinerin in Deutschland nach dem Zweiten Weltkrieg eingestellt wurde. Schumann war Trägerin des Verdienstordens der Bundesrepublik Deutschland und saß als Vertreterin der niedersächsischen Gemeinden im Rundfunkrat des Norddeutschen Rundfunks Hamburg. Im Januar 2014 wurde ihr das Große Stadtsiegel der Stadt Oldenburg verliehen.

## Belege
Soweit nicht anders vermerkt: Alle Weblinks abgerufen am 31. Oktober 2014.
1. ↑  siehe Literatur „Bonath“
2. ↑  siehe Literatur „Bonath“
3. ↑  Martin J. Schmid: Bet Olam – Haus der Ewigkeit. Der alte jüdische Friedhof zu Oldenburg. Isensee Verlag, Oldenburg 2021, ISBN 978-3-7308-1823-7.
4. ↑  Internetseite des Koordinierungsrates der Gesellschaft für Christlich-Jüdische Zusammenarbeit
5. ↑  Heide Sobotka: Die iPad-Oma aus Oldenburg. (Memento vom 3. Juni 2016 im Internet Archive)  In: Jüdische Allgemeine, 14. März 2013.
6. ↑  Großes Stadtsiegel für Sara-Ruth Schumann. (Memento vom 1. Februar 2014 im Internet Archive) oldenburg.de, 21. Januar 2014.

| Personendaten    | Personendaten |
| ---------------- | --- |
| NAME             | Schumann, Sara-Ruth |
| ALTERNATIVNAMEN  | Abraham, Hedwig (Geburtsname) |
| KURZBESCHREIBUNG | stellvertretende Vorsitzende des Landesverbandes der Jüdischen Gemeinden von Niedersachsen und Vorsitzende der Jüdischen Gemeinde zu Oldenburg |
| GEBURTSDATUM     | 11. März 1938 |
| GEBURTSORT       | Bremen |
| STERBEDATUM      | 26. Oktober 2014 |
| STERBEORT        | Hamburg |